# Mild High Club
Mild High Club é um grupo estadunidense de pop psicodélico, liderado pelo músico Alexander Brettin.

## História
Brettin cresceu no Centro-Oeste, tocando flauta em sua banda da escola. Ele se formou em estudos de jazz no Columbia College em Chicago, e fundou o Mild High Club em 2013. Brettin trabalhou no primeiro álbum do Mild High Club, Timeline, por quase três anos até seu lançamento em 2015.
Seu segundo LP, Skiptracing, foi lançado em 2016. A Pitchfork analisou o álbum, afirmando que Skiptracing é uma melhoria de Timeline, onde "um artista mais confiante surge com uma visão e voz mais completas".
Em 27 de julho de 2021, após quase cinco anos de espera, o novo álbum do Mild High Club foi anunciado, chamado Going, Going, Gone. Este anúncio foi acompanhado por um single do referido álbum, "Me Myself and Dollar Hell". Foi lançado em 17 de setembro de 2021. 

## Discografia
- Timeline (2015)
- Skiptracing (2016)
- Sketches of Brunswick East (2017, com King Gizzard & the Lizard Wizard)
- Going, Going, Gone (2021)